# Egyházi nemesek
Az egyházi nemesek vagy predialisták szabad emberek voltak, akik bizonyos feltételekkel, meghatározott területen az egyháztól kapott nemesi kiváltságokkal rendelkeztek. Függtek tehát a főpapjuktól, katonáskodási vagy más szolgálati kötelezettségük volt és ennek fejében az egyháztól birtokadományt kaptak, melyen gazdálkodhattak.

## Történetük
Az egyházi nemesek az egyházi szervezet védelmére létrehozott társadalmi csoport volt, mely szolgálata fejében szabadságot és birtokot (lat. praedium) kapott. A birtok és a hadkötelezettség öröklődött, míg békeidőben ezt különféle szolgáltatások váltották fel. Egyházi nemessé a szolganépből valamely egyházi méltóság emelhetett személyeket, de országos nemesek is szegődhettek az egyház szolgálatába.
Nyugat Európában már Nagy Károly idején megjelennek harcosok az egyház szolgálatában. Nálunk már Szent István alatt kialakulhatott a kolostorokat és egyházi méltóságokat védők harcos rétege, mely a védelmi funkciók mellett a főpap mellett az ország védelmére is hadba szállhatott. Magyarországon ilyen társadalmi réteg első hiteles említésének az 1055-ös tihanyi alapítólevél tekinthető. Bár Lányi Károly a Codex diplomaticus hibás kiadása alapján az 1111-es Zobori oklevélben is egyházi nemest (Lambertus) említ, de ilyen megfogalmazás az eredetiben nem szerepel. A forrásokban használatos elnevezésük fokozatos fejlődésen ment keresztül. A praediales megjelölés első előfordulása 1327-ből való, mely Zsigmond uralkodása alatt válik általánossá.[forrás?]
Magyarországon az érsekségeken és püspökségeken kívül a győri, pécsi és fehérvári káptalanoknak, a bátai, bakonybéli, csatári, garamszentbenedeki, pannonhalmi, somogyvári, szekszárdi, tihanyi és zselicszentjakabi bencés, a pásztói cisztercita monostoroknak, az ipolysági premontrei prépostságnak (sági Boldogságos Szűz Mária prépostság), valamint a margitszigeti és somlóvásárhelyi kolostoroknak lehettek bizonyítottan egyházi nemesei.
Már 1170-től egyes egyházak adómentességet kaptak szolgáik számára. Később ezek köre bővült, melynek eltörlésére is történtek kísérletek. Az egyházi nemesek székekbe rendeződtek, melyek kívül estek a vármegyék hatáskörén, valamint saját bíróságokkal is rendelkeztek. Legfontosabb kötelezettségük az adómentesség elérése után a katonáskodás, melyhez a felszerelést és az ellátást saját maguknak kellett biztosítaniuk. Azonban már tatárjárás után is előfordult hogy ehhez hűbéruruk segítségét kellett igénybe venniük. Már a 14. századtól kezdve előfordult hogy a katonáskodást pénzzel is megválthatták.
A török harcokat csak néhány érseki szék (esztergomi érsekség: érsekléli-, szentgyörgyi-, vajkai-, verebélyi szék; győri püspökség: bácsai szék, vecsei szék; győri székeskáptalan; pannonhalmi főapátság: füssi szék; zágrábi püspökség) élte túl. A székeket előbb II. József (1780-1790) közigazgatási reformja szüntette meg, ekkor a vármegyékhez kerültek, de halála után e nemesi kiváltságok és az egyházi nemesi székek önállósága is visszaállt. A prédiális intézményt az 1853-as úrbéri pátens számolta fel.

## Külső hivatkozások
- Magyar katolikus lexikon